# 2009年欧洲超级杯
2009年欧洲超级杯是由欧洲足联举办的第34届欧洲超级杯足球赛，在2009年8月28日摩纳哥路易二世体育场上演，由2008/09赛季欧洲冠军联赛冠军巴塞罗那和2008/09赛季欧洲联盟杯冠军顿涅茨克矿工进行对决。
这是两队自上季欧冠被同分在C组后的首次对决。最终巴塞罗那经过加时以1 - 0击败顿涅茨克矿工，赢得冠军。